# Větrný mlýn (Ostrov u Macochy)
Větrný mlýn holandského typu se nachází v obci Ostrov u Macochy, okres Blansko. V roce 1964 byl zapsán do Ústředního seznamu kulturních památek ČR.

## Historie
Větrný mlýn byl postaven v první polovině 19. století, jiné zdroje uvádějí rok 1865 nebo 1814. Mlýn se nachází v jihozápadní části obce v nadmořské výšce 490 m v Drahanské vrchovině. Podle kusých informací je doloženo mletí v roce 1902 (poslední) a rok 1932, kdy už byl mlýn bez lopatek. Mlýn byl stále obydlen, v přízemí byla síň, světnice a chlívek. V roce 1947 byla původní střecha vyměněna za plechovou. Mlýn je udržovaný s dochovaným mlecím složením a je využíván k rekreačním účelům.

## Popis
Větrný mlýn je třípodlažní válcová zděná stavba holandského typu postavená z lomového kamene na kruhovém půdorysu. Stavba má řádkové zdivo z lomového bílého vápence a je zakončena kuželovou střechou. Větrné kolo má čtyři perutě, jeho průměr byl 13 metrů, nyní je 11,6 metrů. V interiéru jsou dřevěné trámové stropy s podlahou z fošen. Vnitřní zařízení z původních dvou složení se dochovalo jedno. Palečné kolo o průměru 3,3 metry mělo 132 palců. Mlýnské kameny o průměru 1,3 metry měly výšku 45 a 30 cm. V přízemí byla síň, světnice a chlívek, v prvním patře sklad a ve druhém moučnice. Ve třetím patře je zachovalé mlecí složení.
| půdorys průměr [m] | výška [m] | výška [m] | výška [m] | zdroj |
| ------------------ | --------- | --------- | --------- | ----- |
| půdorys průměr [m] | zeď       | střecha   | celková   | [ 5 ] |
| 9,38               | 7,99      | 3,96      | 11,95     | [ 5 ] |

## Pověst
K mlýnu se váže pověst jak vysloužilý voják vypudil čerta ze mlýna.